# Font del Roure (Sant Genís dels Agudells)
|  | Aquest article tracta sobre font del Roure de Sant Genís dels Agudells. Vegeu-ne altres significats a «Font del Roure (desambiguació)». |

La font del Roure és una font natural de la serra de Collserola situada a la part més alta del barri de Sant Genís del Agudells, Barcelona, al final del carrer de Costa Pacheco. Una mica més amunt hi havia el monestir de Sant Jeroni de la Vall d'Hebron, al que devia subministrar l'aigua, per això antigament se l'anomenava font de Sant Jeroni. La font es va traslladar més avall, a la ubicació actual, els jardins de la Font del Roure, en un mur de pedra amb una rajola que la identifica. L'entorn és agradable i ombrívol, hi ha unes taules i bancs una mica més amunt, idoni per a una fontada. Actualment l'aigua de la font és provinent de la xarxa urbana. L'aigua conduïda per un canal arriba una mica més avall a un brollador dins d'una bassa rodona.